# 森森布拉
森森布拉（西班牙語：Sensembra），是薩爾瓦多的城鎮，位於該國東北部，由莫拉桑省負責管轄，面積22.02平方公里，海拔高度257米，2007年人口2,940，人口密度每平方公里133.51人。
13°40′N 88°10′W / 13.667°N 88.167°W